# Rivierendirecties
De Rivierendirecties van de Rijkswaterstaat waren - tot 1989 - de diensten, die belast waren met het rivierbeheer van de grote rivieren Rijn, Waal, IJssel, Merwede, Lek, Nieuwe Maas, Nieuwe Waterweg, Noord, Bergsche Maas en het Hollandsch Diep. In de 20e eeuw bestond er aanvankelijk een directie Groote Rivieren. In 1933 werd deze directie gesplitst in een directie Bovenrivieren (tot 1986) en een directie Benedenrivieren. Het beheer van de rivier de Maas (tot aan het Gelderse Well) is steeds in handen geweest van RWS Limburg.

## Geschiedenis van de organisatie
In de loop van de 19e eeuw ontstond door de toenemende problemen met de bevaarbaarheid en afvoer van grote hoeveelheden water en ijs meer en meer de behoefte aan specialistische kennis. De bij de regionale districten aanwezige kennis was niet meer toereikend. Aanvankelijk werd deze kennis geleverd vanuit de (centrale) Algemeene Dienst, maar al gauw werden afzonderlijke districten (zoals de Rijkswaterstaatsdiensten in de 19e eeuw heetten) ingesteld. Het werden daarmee de eerste specialistische organisatie-eenheden (buiten de Algemene Dienst) binnen de Rijkswaterstaat.
De verschillende namen voor de organisatie van de rivierendienst waren:
| Sinds:         | Naam van de organisatie                               | Gebied                                                |
| -------------- | ----------------------------------------------------- | ----------------------------------------------------- |
| 1 april 1873   | Technisch beheer der rivieren                         | onderdeel van de Algemene Dienst                      |
| 1 jan 1875     | Rivierenbeheer                                        |                                                       |
| 1 jun 1881     | 1e Rivierendistrict en 2e Rivierendistrict            |                                                       |
| 1 okt 1886     | Beheer Grote Rivieren                                 |                                                       |
| 1 juli 1903    | 2e en 3e directie: De Grote Rivieren                  |                                                       |
| 1 mei 1918     | directie Grote Rivieren                               |                                                       |
| 1 januari 1933 | directie Bovenrivieren en directie Benedenrivieren    |                                                       |
| 1 okt 1986     | directie Bovenrivieren fuseert met RWS Gelderland     | directie Bovenrivieren fuseert met RWS Gelderland     |
| 1 januari 1989 | directie Benedenrivieren fuseert met RWS Zuid-Holland | directie Benedenrivieren fuseert met RWS Zuid-Holland |

Op 1 mei 1933 is de directie Grote Rivieren gesplitst in een directie Bovenrivieren en een directie Benedenrivieren, zie aldaar verder.